# オレンジ・ブロッサム
オレンジ・ブロッサム（英: Orange Blossom、英: Orange Blossom Cocktail）は、ジンとオレンジジュースを使ったカクテル。ジン・オレンジとも呼ばれる。

## 概要
「オレンジ・ブロッサム」は「オレンジの花」の意。オレンジの花の花言葉には「純粋」「花嫁の喜び」といったものがあり、オレンジが花と実を同時につけることから「愛」「豊穣」のシンボルともされるため、結婚式の披露宴でアペリティフとしてオレンジ・ブロッサムが飲まれることも多い。
いわゆるアメリカ合衆国における禁酒法時代に誕生し、当時密造されていた粗悪なジンの不快な臭いをごまかしたり、消したりするのにオレンジジュースを混ぜたことが始まりとされている。由来としては前述の説明が一般的であるが、禁酒法以前にもオレンジ・ブロッサムのレシピが存在した。たとえば1906年発刊の"Louis' Mixed Drinks"や1914年の"Beverages de Luxe"は、ジンとオレンジジュース、それにベルモットを使ったレシピ（前者はスイート・ベルモットのみ、後者はスイート、ドライの両方）である。

## レシピの例
材料
- ドライ・ジン - 適量（40ml～50ml）
- オレンジジュース - 適量（20ml～30ml）

作り方
1. 全ての材料をシェイクしカクテルグラスに注ぐ。または、タンブラーグラスに材料を入れ、混ぜる。
2. 好みでオレンジスライスを飾る。

禁酒法時代以前のレシピの一例を以下に記す。
材料
- ドライ・ジン - カクテルグラスの半量
- スイート・ベルモット - カクテルグラスの半量
- オレンジジュース - ティースプーン1杯

作り方
1. 全ての材料を氷とともにミキシンググラスに入れ、ステアしてグラスに注ぐ。
2. オレンジスピールを飾る。

## バリエーション
フローズン・オレンジ・ブロッサム
クラッシュアイスと共にミキサーにかけてフローズンカクテルにする。
ハワイアン
オレンジキュラソーを加えて、シェイクで作る。
ブロンクス
ドライ・ベルモット、スイート・ベルモットを加える。
ミモザ
ジンをシャンパンにかえる。
スクリュー・ドライバー
ジンをウォッカにかえる。
デザートヒーラー（Desert Healer）
チェリーブランデーを加えてビルドで作り、ジンジャーエールでグラスを満たす。

## メディアでの登場
- 『長いお別れ』 - レイモンド・チャンドラーのハードボイルド小説。登場人物の1人、ハワード・スペンサーはジン&オレンジを「馬鹿らしい飲み物」としながらも眼がないとフィリップ・マーロウと会うときに注文する。